# Исследования реинкарнаций
Иссле́дования реинкарна́ций — исследования в области парапсихологии, цель которых состоит в выявлении проверяемых фактов, свидетельствующих в пользу существования феномена реинкарнации, то есть перевоплощения после смерти в новое тело некоей бессмертной сущности души.
Учёные утверждают, что не существует ни одного достоверного подтверждения существования феномена реинкарнации. Национальный научный фонд США относит веру в существование реинкарнации к одному из наиболее распространённых среди американцев псевдонаучных заблуждений.

## Исследования по воспоминаниям детей
Использующие этот метод исследователи собирали и изучали опросы маленьких детей, которые утверждали, что помнят события прошлого, и которые отождествляли себя с людьми, ушедшими из жизни до того момента, когда сообщавший об этом ребёнок появился на свет. Если удавалось взять интервью прежде, чем будет установлен контакт ребёнка с людьми из предполагаемой предыдущей семьи, и при этом полученные от ребёнка сведения подтверждались членами этой семьи, то такие данные считались объективными. В подавляющем большинстве описанных случаев контакты между семьями устанавливались до того, как эти случаи попадали в поле зрения исследователей.
Масштабные исследования воспоминаний детей провёл американский биохимик и профессор психиатрии Виргинского университета Ян Стивенсон — за 40 лет было изучено более 3000 случаев предполагаемой реинкарнации. Известны также исследования других авторов на основе регрессивного гипноза.
Психиатры Виргинского университета издали ряд книг об исследованиях воспоминаний в раннем детстве. Самые детальные данные в пользу гипотезы существования реинкарнации были опубликованы профессором Яном Стивенсоном, биохимиком и психиатром, который в течение 40 лет исследовал сообщения свыше 3000 детей, рассказывавших о событиях прошлого. В каждом случае Стивенсон систематически документировал утверждения ребёнка и сравнивал их с фактическими событиями.
Стивенсон также сопоставлял места родинок и врождённых дефектов у рассказывавших о прошлой жизни детей и соответствие их местам ран и шрамов на телах покойных — данные, которые подтверждались медицинскими отчётами, такими как вскрытие трупа или фотографии. Такое соответствие, по мнению Стивенсона, даёт некоторые дополнительные аргументы в пользу гипотезы существования реинкарнации.
Несмотря на некоторые различия, описанные Стивенсоном случаи имеют много общих характеристик:
- как правило, дети начинают говорить о своих воспоминаниях с возраста двух-трёх лет и теряют эти воспоминания после семи лет; во многих случаях вскоре после того, как ребёнок сообщает сведения о прошлом, он уже не может больше вспомнить то, что сам говорил;
- чаще всего события происходят в тех странах, в которых присутствует вера в реинкарнацию — в Индии, Шри Ланке, Ливане, Таиланде, Мьянме, Западной Африке и некоторых племенах Северной Америки;
- дети описывают жизнь человека, принадлежащего к их собственной культуре, чрезвычайно редки случаи, когда описываются события, происходившие в отдалённых местах;
- дети рассказывают об обычных людях, о типичной для своей культуры семейной жизни;
- обычно описываются недавние события, средний интервал между смертью персоны и рождением ребёнка — около пятнадцати месяцев;
- примерно в ¾ всех изученных случаев дети рассказывали об обстоятельствах смерти, при этом чаще всего (по оценкам Стивенсона — около 60 % описанных обстоятельств) смерть наступала в результате насилия.

Стивенсон искал объяснения собранным данным не только с точки зрения возможности перевоплощения, он старался обнаружить и исключить преднамеренный обман и те случаи, когда дети могли получить информацию нормальным путём или когда велика вероятность ложных воспоминаний как самого ребёнка, так и членов его текущей или предполагаемой прошлой семьи; при этом ряд случаев был выбракован. Стивенсон никогда не заявлял, что его исследования доказывают существование перевоплощений, осторожно называя рассматриваемые случаи «предполагаемой реинкарнацией», и считал реинкарнацию не единственным, но всё же лучшим объяснением для большинства изученных им случаев.
Реакция научного сообщества на труды Стивенсона была негативной. Критики подвергли сомнению методы его исследований и сделанные им выводы. Скептики расценивают его подход как эталон псевдонауки. Однако сторонники Стивенсона считают, что его работа проводилась с должной научной строгостью.

### Доводы Стивенсона
В книге Twenty Cases Suggestive of Reincarnation («Двадцать случаев предполагаемой реинкарнации») Стивенсон утверждает, что перевоплощение было бы «самым лучшим объяснением» по следующим причинам:
- Гипотеза о мошенничестве представляется маловероятной из-за большого количества свидетелей, нехватки очевидных причин и возможности, а также по причине наличия процесса проверки.
- Большое количество информации, сообщаемой ребёнком, не выглядит совместимым с гипотезой, что ребёнок получил её через какой-либо контакт между семьями.
- Когда есть корреляция между травмами умершего человека и врождёнными дефектами или родинками, которые имеются у ребёнка, то гипотеза случайного совпадения является менее вероятной.
- Демонстрация схожести особенностей индивидуальности и навыков также делает менее вероятной гипотезу о случайном совпадении.

### Признаки реинкарнаций
Следующие элементы наиболее часто учитываются Стивенсоном при изучении феномена реинкарнаций:
- Воспоминания, которые можно проверять — они тем значительнее, чем менее вероятно то, что вспоминающее лицо могло бы узнать эти сведения где-либо ещё. Важна проверка возможности более ранних контактов между всеми затронутыми семьями.
- Физиологические признаки и особенности — родинки и врождённые дефекты на местах бывших (и часто смертельных) ран.  Такие физические феномены можно устанавливать объективно.
- Поведенческие признаки — совпадение психологических характеристик с умершим. К таким признакам относятся:
  - Фобии — страх перед вещами, которые нанесли травмы, увечья или привели к насильственной смерти (например, к воде, если в предполагаемой предыдущей жизни смерть наступила в результате утопления).
  - Предрасположение к одним и тем же вещам (например, определённым блюдам)
  - Эмоциональные отношения с определёнными людьми одинаковыми способами.
  - Коллективный враг — отношения, которые выражаются, например, в ксенофобии.
  - Религиозные установки, верования и степень религиозности.
  - Речевые привычки.
  - Притязания на владение собственностью, принадлежащей умершему.
  - Собственный социальный воображаемый образ.
  - Специфическое для пола поведение (наиболее заметно при изменении пола).
  - Сексуальное поведение.
  - Игры детей, которые соответствуют (частной или профессиональной) деятельности предыдущей жизни.
  - Гигиенические стандарты.
  - Общие характерные черты (например, мужество).

## Исследования, основанные на регрессивном гипнозе
Используя метод «регрессии прошлой жизни», исследователь помещает пациента в гипнотическое состояние, чтобы выявить воспоминания о предполагаемой прошлой жизни, и затем сравнивает его описания с фактическими историческими событиями. Преимущество этой процедуры состоит в том, что почти у всех людей есть способности к такого рода воспоминаниям (впрочем, как и к «воспоминаниям» о «будущей жизни»), не только у детей. Накопилось достаточно много данных о совпадении воспоминаний с реальными историческими событиями, в результате некоторые из психологов стали убеждёнными сторонниками существования феномена реинкарнации. Метод регрессивного гипноза позволил у отдельных пациентов выявить неоднократность процесса предполагаемых перевоплощений.
Недостатки метода заключаются в том, что гипноз, как правило, вызывает фантазии и ложные воспоминания. По мнению психолога Н. Спаноса, регрессивный гипноз лишь косвенно влияет на поведение, изменяя субъективные мотивации, ожидания и интерпретации. В поведении находящегося под таким гипнозом нет ничего общего с трансом, бессознательным состоянием и доступом к прошлым жизням. К тому же иногда описываемые события происходили настолько давно, что не удавалось найти их документального подтверждения, и потому нет объективных данных для сравнения между увиденными и фактическими событиями прошлого.
Этот метод был использован в нескольких исследованиях. К примеру, пациенты психотерапевта Питера Рамстера, домохозяйки, которые никогда не уезжали из Австралии, в состоянии гипноза (транса) описали много деталей прошлого, имена людей и мест, где они жили ранее в XVIII и XIX столетии. В 1983 году Рамстер и местные историки искали в архивах указанные данные. Некоторые деревни, названные под гипнозом, были найдены на старых картах. Другие деревни больше не существовали, но многие упомянутые названия оказывались правильными. Исследование Рамстера было почти полностью проигнорировано научным сообществом.
Метод не всегда оказывался безопасным для пациентов, известны случаи серьёзного психологического ущерба, нанесённого в процессе сессий «регрессивного» гипноза. В результате изучения таких случаев, к примеру, Министерство здравоохранения Израиля рекомендовало воздерживаться официально практикующим гипнотерапевтам от практики «регрессии прошлой жизни».

## Критики о перевоплощениях
Самое очевидное возражение гипотезе о перевоплощениях состоит в том, что нет никаких доказательств существования физического процесса, посредством которого индивидуальность могла бы пережить смерть и переместиться в другое тело. Некоторые из сторонников этой гипотезы предлагают объяснения реинкарнации на основе квантовой механики, в частности, многомировой интерпретации , или на основе синергетики. Критики же отвергают такие объяснения как основанные на некорректных или псевдонаучных интерпретациях.

### Опровержения некоторых нашумевших примеров
Брошюры, посвященные проблеме реинкарнации, переполнены случаями «воспоминаний» о прошлых жизнях. Их обилие служит иллюзией истинности идеи перевоплощения. Однако большинство из них непроверяемо. Сопоставление многих таких случаев с историческими данными в ряде случаев позволило доказать, что «воспоминания» являлись не более чем фантазиями. В своё время нашумела, например, история Эдуарда Рэйэла, который вспомнил, что жил в VII веке в одном из графств Англии под именем Джона Флетчера, был фермером, имел двух детей и т. д. Известный парапсихолог Ян Стивенсон, занимавшийся изучением феномена реинкарнации, побудил его даже написать книгу о своей прошлой жизни. Однако проверка по приходским книгам рождений и смертей не подтвердила «воспоминаний» Эдуарда Рэйэла. В 1986 году Ян Стивенсон в одном из интервью сообщил, что уже без прежнего энтузиазма относится к этому случаю.
Когда-то большую шумиху вызвала книга М. Бернстейна «Поиски Брайди Мэрфи» (1956). Речь шла о женщине, которая под гипнозом могла разговаривать на ирландском языке и рассказывать о древней Ирландии, но в нормальном состоянии не могла произнести ни слова по-ирландски. Однако оказалось, что в детстве она находилась под присмотром своей бабушки-ирландки, которая любила рассказывать внучке истории о своей древней родине. По-видимому, женщина получила свои удивительные познания от своей бабушки, а не из прошлой жизни. И хотя сознательно она не могла вспомнить ирландский язык и все истории о древней Ирландии, подсознание хранило эту информацию и открыло её под действием гипноза. Похожим был случай Джейн Эванс, вспомнившей под гипнозом шесть своих прошлых реинкарнаций от римлянки III века Ливонии до католической монахини, жившей в начале XX века. О каждой из своих прошлых жизней Эванс сообщила множество деталей, казавшихся на первый взгляд достоверными. Выяснилось, однако, что все эти воспоминания Эванс почерпнула из книг или фильмов; например, пересказанная ею биография Ливонии практически дословно повторяет сюжет романа Луи де Воля «Живой лес», вышедшего в 1948 году.
Реймонд Муди в своей книге «Жизнь после жизни» описывает другой случай, когда воспоминание о прошлой жизни было спровоцировано вполне реальными впечатлениями жизни настоящей. Некий психолог из небольшого южного города Соединенных Штатов решил из любопытства подвергнуться гипнотической регрессии. К своему удивлению, он увидел себя индейцем из древнего племени. Он видел каменные строения, храмы, горы и зелёные холмы вокруг. Долгое время ему казалось, что он действительно проник в свою прошлую жизнь, до тех пор, пока случайно не обнаружил источник своих «воспоминаний». Однажды, просматривая у родителей старые семейные кинофильмы, он увидел на экране свою регрессию и вспомнил, что когда-то с семьёй посетил развалины древнего индейского города.
Гипнотерапевт Эдвин Зэлик разработал методику, позволяющую раскрывать источник «воспоминаний» о прошлых перевоплощениях. После того как пациенты под гипнозом «вспоминали» прошлые жизни, он приводил их в бодрствующее состояние, знакомил с полученной информацией, а затем под гипнозом просил назвать их источник. Финскому психиатру Рейме Кампфман удалось с помощью этой методики раскрыть несколько совершенно неотразимых случаев воспоминаний о прошлых перерождениях. Она работала, в частности, с девушкой, которая «вспомнила», что жила в XIII веке в Англии под именем Дороти, и даже спела песню на староанглийском языке. Под гипнозом она вспомнила, как в тринадцатилетнем возрасте в библиотеке случайно открыла книгу «История музыки» Б. Бриттена и И. Холст на странице, где была записана именно эта песня.

### Ненадёжность памяти
Это известное наблюдение, которое показывает, что человеческая память не всегда может быть надежной. Известны случаи, когда при сильном стрессовом воздействии человек полностью забывал события или искажал их. Надёжность свидетельств относительно перевоплощения, представляемых детьми в случаях паники, жестокого обращения, может быть подвергнута сомнению.

### Критики о научных подтверждениях гипотезы существования реинкарнации
Критики указывают на то, что случаи «воспоминания» людьми их прошлых жизней не получили достаточного научного подтверждения. Ряд работ в области подтверждения гипотезы существования реинкарнации был признан псевдонаучным.
Во-первых, такие истории обычно изучаются годами, а порой и десятилетиями спустя. Это трудно назвать научным исследованием. К тому времени ребёнок обычно уже знаком с той семьёй, в которой он «жил» в прошлой жизни, а потому никто уже точно не знает, что он говорил вначале и что «вспомнил». Следует также учитывать, что почти все случаи такого рода имели место в индуистских обществах. По мнению критиков, это бросает тень сомнения на их достоверность. В самом деле, почему главным образом индуистские дети вспоминают свои прошлые жизни? Может быть, с детства приученные к мысли, что они уже жили ранее, эти дети подстёгивают своё богатое детское воображение, чтобы придумывать прошлые жизни?
Во-вторых, такие истории могут быть подвержены искажению со стороны интерпретатора рассказа ребёнка (например, родителя) или переводчика. К примеру, публикация Я. Стивенсона Twenty Cases Suggestive of Reincarnation была задержана по причине того, что один из интерпретаторов был обвинён в нечестности. Критики считают, что методы Стивенсона для сбора и верификации информации оставляют желать много лучшего.
В-третьих, при предположении существования феномена реинкарнации исследователи зачастую совершают ряд систематических ошибок, связанных с подтверждением их гипотезы (см. Склонность к подтверждению своей точки зрения) или субъективным искажением восприятия (см. Experimenter’s bias). Так, например, все случаи совпадения воспоминаний людей с реальными событиями прошлого прежде всего трактуются в пользу существования реинкарнации. При этом возможность мошенничества или, к примеру, разного рода парамнезии (криптомнезии и конфабуляции) у испытуемых недооценивается. Критики также полагают, что приводимые в подтверждение гипотезы оценки вероятностей некоторых событий, например, совпадений мест родинок и травм умерших, не имеют никакого научного обоснования и являются по сути лишь домыслами.
В-четвёртых, гипотеза существования реинкарнации выглядит принципиально нефальсифицируемой. Любое доказательство конкретного мошенничества, обмана, недостоверности источника невозможно считать опровержением этой гипотезы в целом. Поэтому критики полагают, что эта гипотеза в лучшем случае является одним из возможных объяснений существующим фактам «воспоминаний» людей, а сами факты свидетельствуют лишь о том, что в настоящее время нельзя говорить о полном отсутствии экспериментальных свидетельств в пользу такой гипотезы.